# Przedsionek piekła
Przedsionek piekła (ang. Purgatory) – amerykański western z elementami fantasy z 1999 roku w reżyserii Uli Edela. Zdjęcia nakręcono w Kalifornii.

## Fabuła
Dziki Zachód Stanów Zjednoczonych II połowy XIX w. Banda zabijaków pod przywództwem „Blackjacka” Brittona dokonuje napadu na bank w niedużym miasteczku. Pomimo że kradną sporo gotówki, mają pecha – do miasteczka przybywa niespodziewanie oddział amerykańskiej kawalerii. Wywiązuje się strzelanina – kilku bandytów ginie lub zostaje rannych, reszta ucieka ścigana na prerię. Pościg depcze im po piętach, jednak gubią pogoń po wjechaniu w burzę piaskową. Po jej ustaniu docierają do niedużego miasteczka, którego mieszkańcy na czele z szeryfem przyjmują ich życzliwie, zapewniając wszelką pomoc. Przestępcy szybko orientują się, że mieszkańcy miasteczka nie noszą broni i dalecy są od wszelkiej agresji, nawet w obronie własnej. Ich przestępcza natura, wspomagana wypitym alkoholem i poczuciem bezkarności szybko bierze górę nad zasadami gościnności. W tajemnicy postanawiają splądrować miasto, a stawiających opór zabić.
Pośród banitów jest jednak „Sonny” – młody człowiek, który ze zdemoralizowanymi bandziorami niewiele ma wspólnego i dołączył do nich zupełnie niedawno, za sprawą swojego kuzyna i prawej ręki Brittona – Cavina. Twarze ludzi których napotyka on w miasteczku – szeryfa Forresta, sklepikarza Brooksa i innych – wydają mu się dziwnie znajome. Przypominają mu słynnych onegdaj na „Dzikim Zachodzie” rewolwerowców, które chłopak zna z ilustracji do opowiadań zamieszczanych w tanich broszurach, które namiętnie czyta i kolekcjonuje. W końcu poznaje zaskakującą prawdę – małe miasteczko to swego rodzaju „czyściec” na Ziemi dla słynnych przestępców Dzikiego Zachodu. Każdy z nich trafił tutaj po śmierci i pod warunkiem, że przez kolejne 10 lat nie popełni żadnego niegodziwego uczynku, ma szansę uniknąć piekła i trafić do Nieba. „Sonny” zna również plany przestępców – pomimo że wykluczyli go oni ze swojego grona, udało mu się ich podsłuchać i wie co szykują w miasteczku. Pogrom ma również dotknąć jego ukochaną imieniem Rose – pierwszą w historii Arizony skazaną na śmierć morderczynię, która również znalazła się w czyśćcu za zabójstwo własnego ojca, który w dzieciństwie molestował ją seksualnie. Chłopak postanawia nie dopuścić do pogromu i wieczorem przed planowanym napadem informuje o wszystkim mieszkańców miasteczka podczas zebrania w miejscowym kościele. Jednak żaden ze słynnych, byłych rewolwerowców nie chce się przeciwstawić planowanej przemocy – wiedzą, że sięgnięcie po broń i zabijanie oznacza dla nich utratę szansy na dostanie się do nieba i natychmiastową karę piekła. Decyzja jest trudna zwłaszcza dla szeryfa Forresta, któremu następnego dnia upływa 10-letni okres pobytu w „czyśćcu” i który kilka godzin wcześniej otrzymał białą różę – zaproszenie do dyliżansu, który zabierze go do Nieba. „Sonny” w poczuciu osamotnienia postanawia sam bronić miasta i ukochanej dziewczyny. Następnego dnia rano, słaniający się na nogach, ciężko pobity przez bandytów, którzy dowiedzieli się o jego zdradzie, staje do nierównej walki. Jednak, gdy dochodzi do starcia, Forrest i rewolwerowcy stają u jego boku, stawiając ostatecznie walkę w imię dobra ponad własny interes. Banda zostaje rozbita, wszyscy bandyci giną, a sam „Blackjack” zabity w pojedynku z Forrestem. Rewolwerowcy, przekonani, że teraz skazani są na piekło, stawiają się u bramy miejscowego cmentarza, która prowadzi do piekła. Jednak przekracza ją tylko jego strażnik – stary Indianin, który wiedzie „Blackjacka” i Cavina i wtrąca ich w piekielną czeluść. Po Forresta i resztę szlachetnych rewolwerowców zjawia się Niebiański Dyliżans, który ma zabrać ich wszystkich do Nieba. Jak stwierdza jego woźnica – „Stwórca jest surowy, ale sprawiedliwy”. Tuż przed odjazdem Forrest wręcza gwiazdę szeryfa „Sonny'emu”, czyniąc go swoim następcą.

## Obsada aktorska
- Sam Shepard – szeryf Forrest (Dziki Bill Hickok)
- Eric Roberts – „Blackjack” Britton
- Randy Quaid – Doc Woods (Doc Holliday)
- Peter Stormare – Cavin Guthrie (prawa ręka Blackjacka Brittona)
- Brad Rowe – Leon „Sonny” Miller
- Donnie Wahlberg – zastępca szeryfa Glen („Billy The Kid”)
- J.D. Souther – sklepikarz Brooks (Jesse James)
- Amelia Heinle – Rose (Betty McCullough)
- Shannon Kenny – Dolly Sloan (Ivy)
- John Dennis Johnston – Lamb („Lefty” Slade)
- Saginaw Grant – stary Indianin-strażnik piekła
- R.G. Armstrong – woźnica dyliżansu